# エックハルト・クラウツン
エックハルト・クラウツン（Eckhard Krautzun、1941年1月13日 - ）は、ドイツ・ゾーリンゲン出身の元サッカー選手、サッカー指導者。

## 来歴
若年期はサッカー選手として活躍したが、膝とアキレス腱あるいはハムストリングの怪我により若くして引退する。
1966年にドイツ体育大学ケルンを卒業し、1967年から指導者としてのキャリアをスタートさせ、各国で活躍したが、これにはデットマール・クラマーとの出会いが大きく影響した。
1967年12月にクラマーの紹介で韓国代表初の外国人コーチとなり、当時使っていたWMフォーメーションを廃止してリベロを導入したほか、最新のトレーニング理論を導入するなどドイツ式の近代的なサッカーを韓国代表に導入した。この頃の韓国は朴正煕政権下の不安定な状況であり、クラウツン自身も2度ドイツ大使館への避難勧告を受けている。
1971年からはケニア代表監督に就任し、在任中は敵対するキクユ族・ルヒヤ族・ルオ族の三大部族を代表でチームとしてプレーする様にまとめなければならなかった。アフリカネイションズカップ1972予選ではエチオピア相手に2戦勝利を収め本大会出場を決めた。特にアウェーのアディスアベバで行われた初戦では1-0で試合が進んでいたところへ観客が興奮し暴動にまで発展、自身も含めケニア代表選手が投石などで負傷し、ハイレ・セラシエ1世がチームに謝罪するなど沈静化に努めている。
1972年にはクアラルンプールで行われたFIFAコーチング・スクール（講師はクラマー）を受講し、FIFAコーチライセンスを取得。
1973年には西ドイツW杯出場を目指すカナダ代表監督に就任。1976年に地元で開催されるモントリオールオリンピックに向けた強化の一環でもあったが、1974 FIFAワールドカップ・北中米カリブ海予選に挑むも1次ラウンドで敗退し、1975年7月に協会を含めた国のサポート不足を嘆き辞任。そのため1976年モントリオール五輪本大会ではコリン・モリスが監督を務めたが、1976年から再びアルゼンチンW杯出場を目指すカナダ代表監督に就任。1978 FIFAワールドカップ・北中米カリブ海予選では1次ラウンドを通過するも最終ラウンドでは4位に終わり、W杯本大会出場は叶わなかった。
1983年には来日し、日本サッカーリーグ1部のマツダSCコーチに就任。シーズン中断期間である8月から9月にかけて招聘され、マツダ初の外国人コーチでもあった。
1991年からはフィリピン代表監督に就任。自国開催する第16回東南アジア競技大会に向けた切り札的な起用であり、準備期間は3ヶ月しかなかったが、同大会においてフィリピンを同大会初にして現在も唯一である準決勝進出に導いた。
1993年には2. ブンデスリーガ昇格1年目で残留争いをしていたVfLヴォルフスブルク監督に就任し、1993/94シーズンには2. ブンデスリーガ中位に上げ、1995/96シーズンにはDFBポカール準優勝に導いたが、同シーズンでは2. ブンデスリーガ下位に低迷したことから途中解任となった。
1996年3月にはブンデスリーガ下位に低迷していた1.FCカイザースラウテルン監督に就任し、同シーズンのDFBポカール優勝を飾るものの、リーグでは下位に低迷しチーム初の2. ブンデスリーガ降格となった。カップ戦で優勝したことにより契約延長したが、リーグ戦の結果によりスケープゴートされ、オットー・レーハーゲルが監督を引き継ぐことになった。
1998年にはCSスファクシアンでCAFコンフェデレーションカップ優勝に導き、2000年11月には2. ブンデスリーガ18クラブ中15位に沈んでいた1.FSVマインツ05監督に2年契約で任命されるも、以降も下位に沈んだ。2001年2月には後述の理由により退団となったが、この時の選手→コーチの一人にユルゲン・クロップがおり、クラウツンが退任した次のマインツ監督にはクロップが就任している。
2001年には先のスファクシアンでの成績を評価され、チュニジア代表監督に就任。2002 FIFAワールドカップ・アフリカ予選を戦うことになり、予選通過しW杯本大会出場を決めたものの、選手の招集についてサッカー連盟とのトラブルが発生し連盟側から契約を破棄され、アンリ・ミシェルが指揮をとることになった。
2003年には中国U-20代表監督に就任し、アジアユース準優勝、ワールドユースオランダ大会でGL1位で突破、ベスト16入りを果たした。その後も中国代表スタッフとして働き、中国で開催する2007 FIFA女子ワールドカップに向けて準備を行っていたが、健康上の理由により2007年3月に退任した。
その後はドイツサッカー連盟と国際サッカー連盟のインストラクターとして活躍した。

## 略歴
所属クラブ
- 1.FCウニオン・ゾーリンゲン（英語版）
- ライター・シュピールフェライン
- 1966年 - 1967年 : 1.FCカイザースラウテルン [13]
- ヤングフェローズ・チューリッヒ（英語版）
- テニス・ボルシア・ベルリン

指導歴
- 1968年1月 - 1968年12月 :  韓国代表 (顧問)[5]
- 1969年 - 1970年 : ヤングフェローズ・チューリッヒ [9]
- 1971年 :  ケニア代表監督 [3]
- 1973年 - 1975年 :  カナダ代表監督 [7]
- 1976年 - 1977年 :  カナダ代表監督 [7]
- 1976年 - 1978年 : バンクーバー・ホワイトキャップス [9]
- 1978年8月 - 1978年12月 : ヴォルマティア・ヴォルムス監督 [13][9]
- 1978年12月 - 1979年9月 : TSV1860ミュンヘン監督 [13][9]
- 1980年 - 1981年 : ヒューストン・ハリケーン（英語版） [9]
- 1981年 - 1982年 : フォートローダーデール・ストライカーズ [9]
- 1982年4月 - 1983年6月 : 1.FCウニオン・ゾーリンゲン監督[9][13]
- 1983年8月 - 1983年9月 : マツダSCコーチ[9]
- 1983年9月 - 1985年9月 : 1.FCウニオン・ゾーリンゲン監督[13]
- 1985年10月 - 1986年6月 : テニス・ボルシア・ベルリン監督[9][13]
- 1986年9月 - 1987年6月 : SVダルムシュタット98監督[9][13]
- 1987年 - 1988年 : アル・アハリ・ジッダ監督[9]
- 1989年3月 - 1989年6月 : SVダルムシュタット98監督[9][13]
- 1989年 - 1990年 : ヴォルマティア・ヴォルムス[9]
- 1990年3月 - 1990年6月 : アレマニア・アーヘン監督[9][13]
- 1990年7月 - 1991年6月 : SCフライブルク監督[9][13]
- 1991年 - 1992年 :  フィリピン代表監督[9]
- 1992年 - 1993年 : クアラルンプール市役所[9]
- :  韓国代表テクニカルディレクター[9]
- :  マレーシアユース代表監督[9]
- 1993年2月 - 1995年4月 : VfLヴォルフスブルク監督[9][13]
- 1995年10月 - 1996年3月 : 1.FCウニオン・ベルリン監督[9][13]
- 1996年3月 - 1996年6月 : 1.FCカイザースラウテルン監督[9][13]
- 1997年 : CSスファクシアン監督[9]
- 1997年7月 - 1997年11月 : FCザンクトパウリ監督[9][13]
- 1997年 - 1999年 : CSスファクシアン監督[9]
- 1999年 : TSG1899 ホッフェンハイムアシスタントコーチ[9]
- 1999年10月 - 2000年5月 : SVダルムシュタット98監督[9][13]
- 2000年11月 - 2001年2月 : 1.FSVマインツ05監督[9][13]
- 2001年 :  チュニジア代表監督[9]
- 2003年 - 2005年 :  中国U-20代表監督[9]
- 2005年 - 2007年 :  中国代表テクニカルスタッフ[9]
- 2007年 :  中国女子代表監督[9]